# 三毛流浪記
三毛流浪記（サンマオるろうき、簡体字: 三毛流浪记、拼音: Sān máo liúlàng jì）は、中国の漫画家の張楽平により1935年に執筆開始された中国の漫画である。主人公の三毛（サンマオ）は全世界的に最も長年の間活躍し続けた漫画キャラクターの一人であると共に、現在もなお中国で最も有名かつ人気のある架空のキャラクターの一人である。
主人公の三毛はその名のごとく三本の毛を頭から生やしたキャラクターであり、連載が続くにつれて三毛のキャラクターは変化していったが、彼のトレードマークである貧困とその結果による栄養不良を表す三本の毛は常に描かれ続けた。

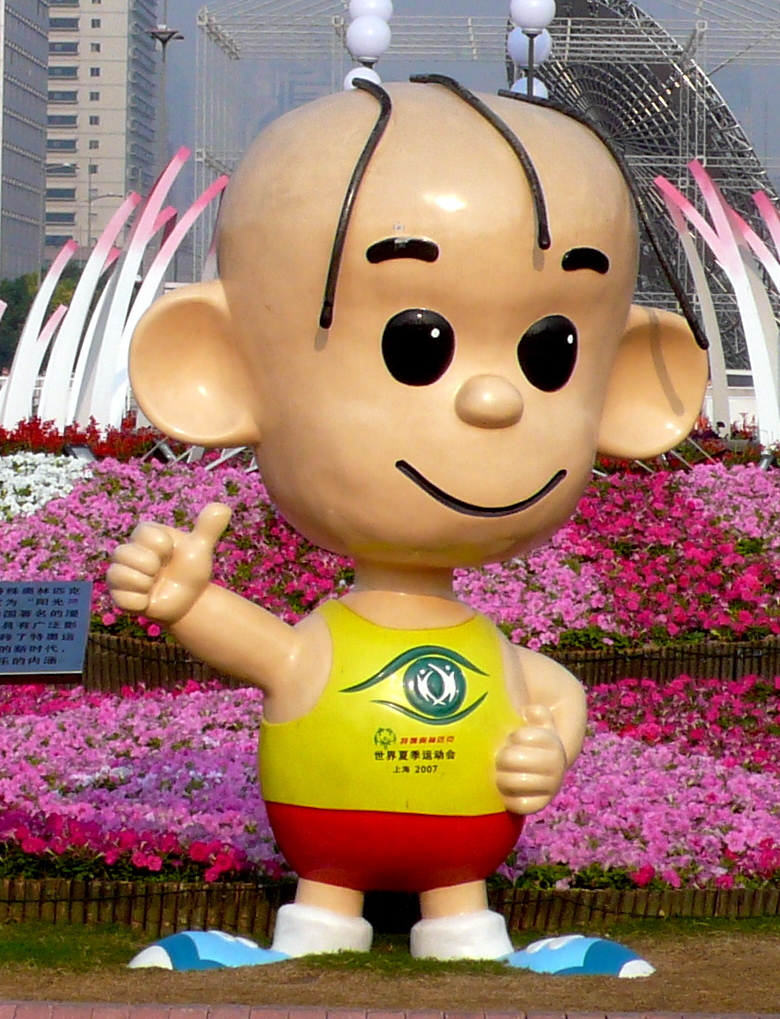
上海で開催された「2007年のスペシャルオリンピックス世界夏季大会（知的障害のスポーツイベント）」のマスコットにった三毛

## 経緯
『三毛流浪記』以前のほとんどの中国の漫画は大人を主人公としており、また『三毛』は絵の説明文を欠いているという点でも独特であった。張楽平がこの漫画を創作した主な目的は、日中戦争により社会にもたらされた混乱を漫画で描く事にあった。張は彼の関心事であった戦争の幼い犠牲者達、特に路上で生活する孤児達の様子を伝えようと試みた。三毛のキャラクターの最も大きな変革は第二次世界大戦後、1949年の中華人民共和国成立の時期に行われた。
今日の三毛のイメージは、21世紀に生きる普通の健康的な学生である。三毛は中国史の様々な重要な時代で生活したり、未来の宇宙探検を行ったりもしている。

## 内容
『三毛流浪記』は主に1930年代から1940年代前半までを舞台に、旧上海の「黄金」期の様子を描いている。三毛はそのほとんどの時期を、戦争と植民地化とインフレの影響による、貧困と極度の窮乏の中で生活していた。
『三毛流浪記』の冒頭で、裕福な家の息子であった12〜15歳くらいの少年三毛は、日本軍の侵略により両親を失い、孤児となる。その後の三毛は母親を探して歩く。三毛は靴磨きなどの様々な肉体労働に就くが、ごろつきや日本軍の兵士により仕事を邪魔される。三毛を助けようとする何人かの人々がおり、その一人は漁師であるが、日本軍から三毛を守るために死ぬ。別の一人の貧乏人の妻は三毛を引き取って世話をしようとするが、日本軍の侵略のために三毛を捨てざるを得なくなる。物語の冒頭から結末までを通して、三毛の苦痛に満ちた放浪生活が描かれ、作者は様々な手法（三毛の表情や三毛の夢など）を通じて、三毛が心の底から我が家や愛する人を求める様子を表現する。

## 漫画作品
- 早期三毛（1935年 - 1938年）
- 三毛従軍記（三毛从军记、1946年）
- 三毛外伝（三毛外传、1946年）
- 三毛流浪記（三毛流浪记、1947年 - 1949年）
- 三毛日記（三毛日记、1950年 - 1965年、1977年 - 1992年）
- 三毛翻身記（三毛翻身记、1951年）
- 三毛今昔（三毛今昔、1959年）
- 三毛解放を迎える（三毛迎解放、1961年）
- 三毛雷鋒に学ぶ（三毛学雷锋、1977年 - 1984年）
- 三毛と体育（三毛与体育、1978年 - 1979年）
- 三毛科学を愛す（三毛爱科学、1978年 - 1980年）
- 三毛旅游記（三毛旅游记、1980年 - 1981年）
- 三毛学法（三毛学法、1985年 - 1986年）

## 派生作品
『三毛流浪記』の主人公三毛は漫画作品で登場して以降、多数のメディアで活躍している。
| 題名                                   | 制作年        | 形式                 | 制作地 |
| -------------------------------------- | ------------- | -------------------- | ------ |
| 三毛歓楽派                             | 2006年        | オンラインゲーム     | 中国   |
| 三毛流浪記                             | 2006年        | テレビアニメーション | 中国   |
| 三毛従軍記                             | 2005年        | 舞台演劇             | 中国   |
| 虚擬導游三毛                           | 2005年        | 3D                   | 中国   |
| 三毛救孤記                             | 2004年        | 映画                 | 中国   |
| 三毛太空漫游                           | 2000年        | 演劇                 | 香港   |
| 三毛新伝                               | 1999年        | 連続ドラマ           | 中国   |
| 三毛流浪記                             | 1997年        | 舞台演劇             | 香港   |
| 三毛流浪記（1996年）・ 三毛流浪記 続編 | 1996年 1998年 | 連続ドラマ           | 中国   |
| 三毛従軍記                             | 1992年        | 映画                 | 中国   |
| 三毛流浪記                             | 1990年        | ドラマ               | 中国   |
| 三毛流浪記                             | 1984年        | テレビアニメーション | 中国   |
| 三毛学生意                             | 1958年        | 映画                 | 中国   |
| 三毛流浪記                             | 1958年        | 人形劇ドラマ         | 中国   |
| 三毛流浪記                             | 1949年        | 映画                 | 中国   |